# سفارت کامرون در واشینگتن
سفارت کامرون در واشینگتن (به انگلیسی: Embassy of Cameroon) یک خانه و سفارت در ایالات متحده آمریکا است که در واشینگتن، دی.سی. واقع شده‌است.